# Головачевский, Кирилл Иванович
Кири́лл Ива́нович Головаче́вский, Гловаче́вский, Гловоческий (укр. Кирило Іванович Головачевський, Гловачевський; 27 мая [7 июня] 1735, Короп, Нежинский полк, Гетманщина — 27 июля [8 августа] 1823, Санкт-Петербург) — русский и украинский живописец-портретист, один из первых представителей классицистической школы, педагог. Академик (с 1765), многолетний инспектор (в 1771–1773 и с 1783) Императорской Академии художеств.

## Биография
Кирилл Головачевский родился 27 мая 1735 года в местечке Короп на Украине.

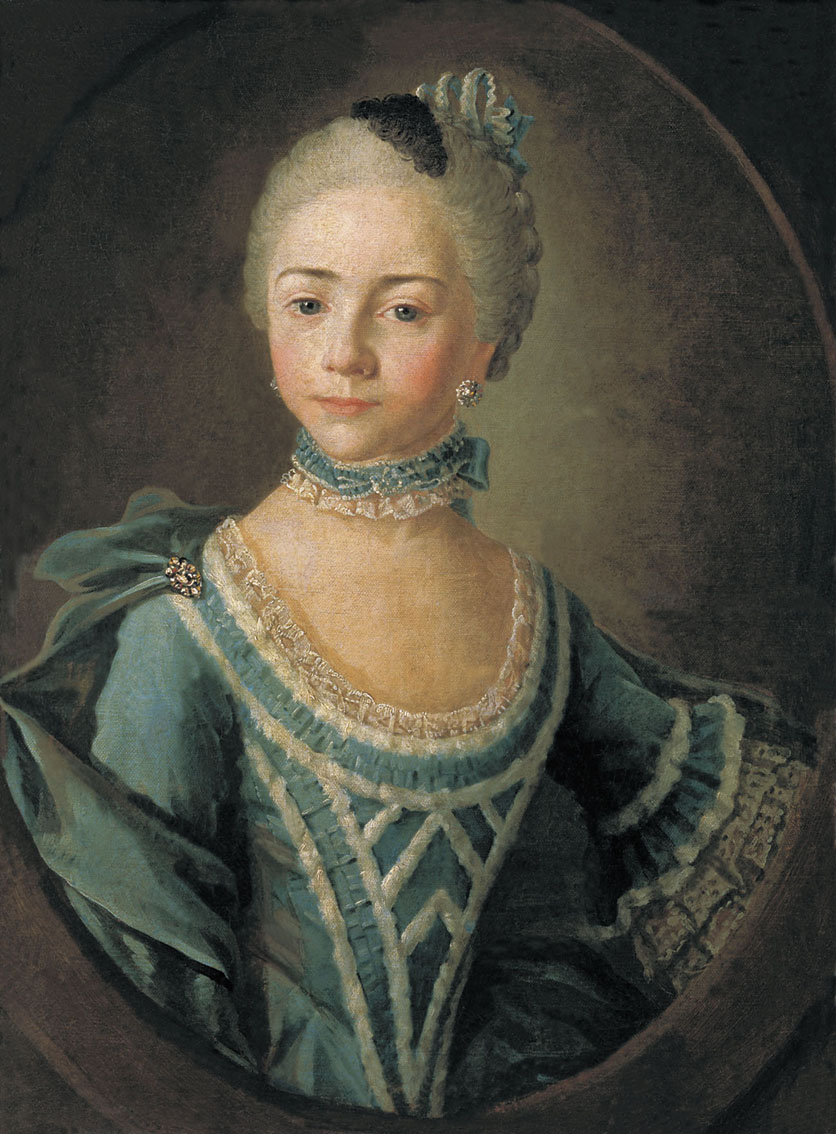
Портрет графини С. Д. Матюшкиной. 1763
Холст, масло. 62 × 48 см
Третьяковская галерея, Москва

Будучи ещё ребёнком, поступил в ученики киевской духовной академии, но в 1748 году, как обладающий хорошим голосом, был определён в придворные певчие и отправлен в Петербург. Состоя в императорском певческом хоре, снискал себе благосклонность императрицы Екатерины II и, с её соизволения, учился, вместе с товарищами по хору Антоном Лосенко и Иваном Саблуковым, живописи у Ивана Петровича Аргунова.
Вместе с ними же, при учреждении Академии художеств, в 1759 году был определён в неё в качестве подмастерья, при чём ему поручено заведование её воспитанниками и преподавание им живописи.
В 1762 году Кирилл Головачевский был признан адъюнктом академии, а через три года, при её торжественном открытии преобразованной Академии, переименован в академики. В 1766 году повышен в звание советника, давшее ему право заседать и подавать свой голос в академической конференции. В 1771 году назначен инспектором академии, но пробыл в этой должности только три года.
Следовавшие затем пять лет были временем, в которое исполнено Головачевским большинство его художественных работ, носящих влияние рокайльного стиля Пьетро Ротари. Он неоднократно писал портреты императрицы и цесаревича Павла Петровича, имел довольно много портретных заказов от тогдашней знати и иногда брался за исторические картины.
В 1777 году определился в ведомство медицинской коллегии рисовальным учителем, но в 1783 году был призван вновь к исполнению должности инспектора академии, которую уже не оставлял до конца своей жизни. С его возвращением, в значительно большем объёме стали преподаваться русский язык, литературу и историю; по выражению Головачевского, программы были исправлены «в рассуждении нации».
Был похоронен на Смоленском православном кладбище; могила утрачена.
Его сын Александр Кириллович Головачевский (1791 — около 1828) — живописец-миниатюрист.